# علم ويلز

علم المملكة المتحدة المقترح والذي يتضمن تمثيل ويلز فيه

يتكون علم منطقة ويلز البريطانية (بالويلزية: Baner Cymru) و(بالإنجليزية: Flag of Wales) من شريطين أفقيين وهما الأبيض والأخضر ويتوسطهما تنين أحمر بوضع المسير رافعاً قدمه الأمامية اليمنى والأخرى على الأرض ووضعيته ليست مقيدة وقد تختلف من علم إلى آخر، الجدير ذِكْره أن علم ويلز وعلم بوتان هما الوحيدان بصورة تنين فيهما، كما أن علم ويلز يعد العلم الوحيد في المملكة المتحدة الذي يستخدم مزيجاً من ألوان الأبيض والأخضر والأحمر في تصميمه.

## تاريخ العلم
التنين الأحمر (بالويلزية: Y Ddraig Goch) يمثل تنين الملك كادوالادر ملك مقاطعة غوينيد مع اللون الأبيض من الأعلى واللون الأخضر من الأسفل، استعمل العلم الويلزي من قبل هنري السابع ملك إنجلترا خلال معركة بوسوورث عام 1485 ثم حمله إلى كاتدرائية القديس بولس في لندن، تم استعمال التنين في دروع الملكية لحكم الويلزيين وتبنى العلم رسمياً عام 1959.
لم تمثل ويلز في العلم الرسمي للمملكة المتحدة البريطانية كما هو الحال مع باقي الدول المشكلة للاتحاد (إنجلترا واسكتلندا وإيرلندا الشمالية) إلا أن إدوارد الأول ملك إنجلترا اعتبر ويلز عام 1282 جزءاً لا يتجزأ من مملكة إنجلترا وقد اقترح حالياً إضافة جزء في علم المملكة المتحدة يمثل ويلز لكن لم يقابل بالتشجيع.

## أعلام مشابهة

علم كارديف.
علم شتايرمارك.
علم ليوبليانا.